# 1917年ピューリッツァー賞
1917年ピューリッツァー賞（1917ねんピューリッツァーしょう）は、1916年1月1日から12月31日までの活動を対象とする第1回目のピューリッツァー賞である。

## 報道部門
- 報道
  - ハーバード・ベイヤード・スウォープ（ニューヨーク・ワールド紙記者）、受賞対象となったのは、1916年秋に連載された「ドイツ帝国の内幕」と題する一連の記事による。
- 社説
  - ニューヨーク・トリビューン紙、受賞対象となった社説は、「イギリスの客船ルシタニアの沈没一周年に関する社説」であり、ドイツの攻撃によってもアメリカが動揺せず、冷静に対処したことを評価する内容だった。

## 文学芸能部門
- 伝記
  - ローラ・E・リチャーズ、モード・ハウ・エリオット、「Julia Ward Howe」、社会運動家ジュリア・ワード・ホーウを題材とした伝記。フローレンス・ハウ・ホールの協力を得て書き上げられた。
- 歴史書
  - J・J・ジェスラン、「With Americans of Past and Present Days」